# Wilwerdange
Wilwerdange är en ort i Luxemburg.   Den ligger i distriktet Diekirch, i den norra delen av landet, 60 kilometer norr om huvudstaden Luxemburg. Wilwerdange ligger 519 meter över havet och antalet invånare är 268.
Terrängen runt Wilwerdange är huvudsakligen platt, men åt sydost är den kuperad. Wilwerdange ligger uppe på en höjd.  Närmaste större samhälle är Troisvierges, 2,7 kilometer sydväst om Wilwerdange. 
I omgivningarna runt Wilwerdange växer i huvudsak blandskog. Runt Wilwerdange är det ganska glesbefolkat, med 42 invånare per kvadratkilometer.